# 87 av. J.-C.
Cette page concerne l'année 87 av. J.-C. du calendrier julien proleptique.

## Événements
- 27 novembre 88 av. J.-C. (1er janvier 667 du calendrier romain) : début à Rome du consulat de Lucius Cornelius Cinna I et Cnaeus Octavius[1].

- 30 mars : début du règne de Zhaodi, empereur de Chine de la dynastie Han (fin en 74 av. J.-C.)[2].
- Printemps : départ de Sylla pour la Grèce. Il débarque en Épire avec cinq légions[3]. En son absence, Cinna dirige le mouvement de l’ordre équestre et les démocrates coalisés contre le coup d’État de Sylla. Son collègue Octavius, à la tête d’une troupe armée, l’expulse de Rome et le Sénat prononce officiellement sa destitution et le remplace par Lucius Cornelius Merula.
- Été :
  - Cinna réussit à gagner à sa cause les troupes romaines laissées par Sylla en Italie du Sud et se présente devant Rome[4]. Caius Marius, accouru d’Afrique, le rejoint et prend le commandement en chef. La ville est bloquée dans son ravitaillement. Le Sénat capitule et s’en remet à la clémence du vainqueur. Marius est maître de Rome. Il en profite pour proscrire les partisans de Sylla à Rome. Les principaux membres de l’aristocratie sénatoriale sont mis à mort et leurs biens confisqués. Marius se nomme lui-même, sans élection, à un septième consulat, et il prend Cinna comme collègue. Il meurt dix-sept jours après son entrée en charge (17 janvier romain 668, 3 décembre julien 87)[1].
  - Première guerre de Mithridate : campagne de Sylla en Grèce. Début du siège d’Athènes et du Pirée[5]. Sylla met à sac les sanctuaires d’Épidaure, d’Olympie et de Delphes pour financer la guerre et anticiper la reconquête de l’Italie[6].
- 6 août : La comète de Halley est observée par les astronomes babyloniens[7].

- Début du règne d'Antiochos XII en Syrie (fin en 84 av. J.-C.)[8].

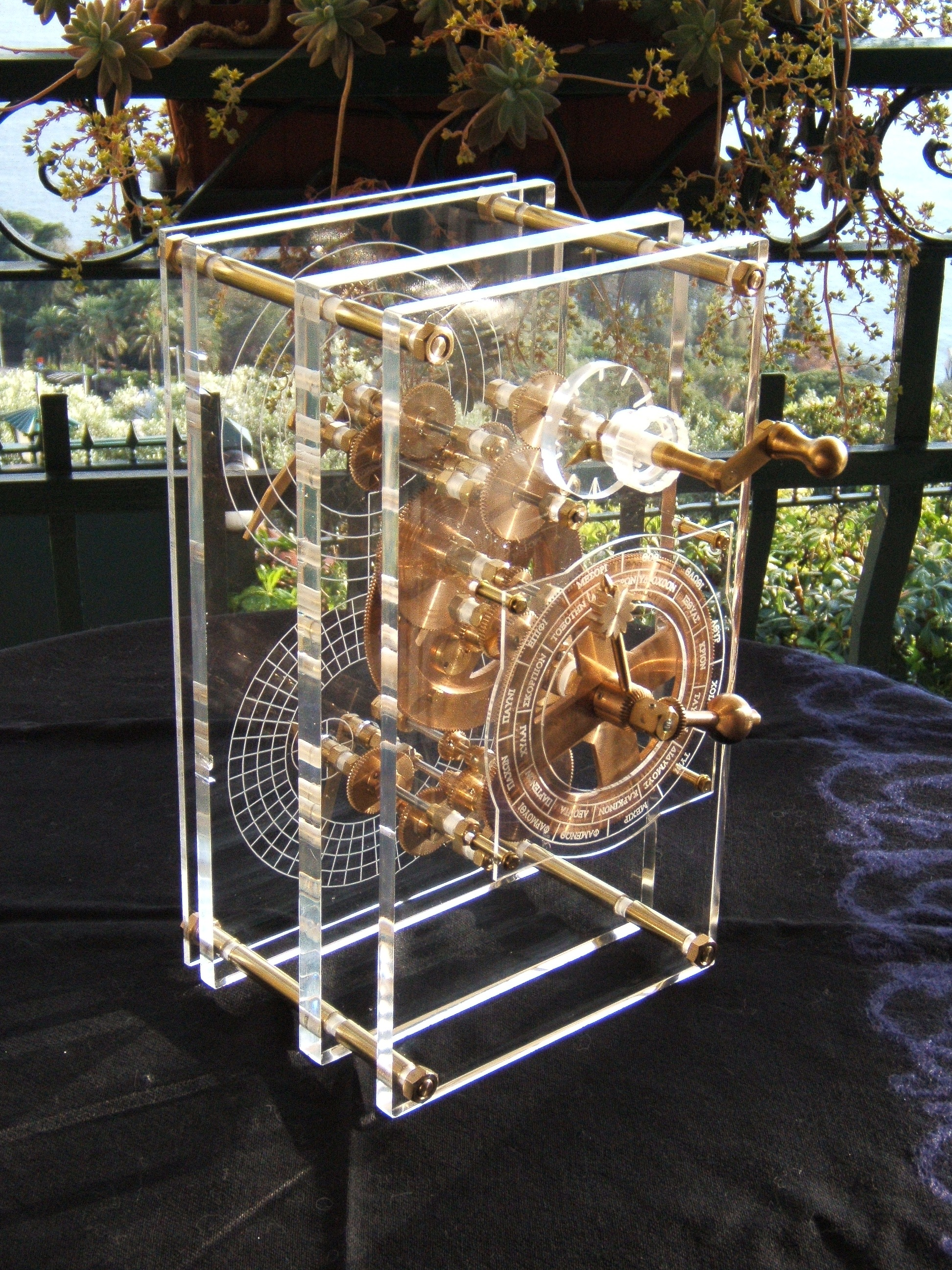
Replique de la machine d'Anticythère.

- Naufrage d’un navire romain qui ramène vers l’Italie une cargaison en provenance de Grèce près des côtes de l’île d’Anticythère. L’épave, découverte en 1900, contient des statues en bronze et la machine d'Anticythère, une machine destinée à calculer les mouvements solaires et lunaires, le plus vieux mécanisme à engrenages connu[9].

## Naissances en 87 av. J.-C.
- Catulle, poète romain.
- Lucius Munatius Plancus, homme politique romain.
- Salluste, homme politique, militaire et historien romain.
- Sedullos, chef gaulois de la tribu des Lémovices.

## Décès en 87 av. J.-C.
- 2 mars : Han Wudi, empereur de Chine[2].
- Démétrios III, roi séleucide.
- Lucius Julius Caesar III, Cnaeus Octavius, Marcus Antonius Orator (exécutés par les partisans de Marius et Cinna).
- Lucius Cornelius Merula, homme politique romain (suicide).
- Cnaeus Pompeius Strabo, ancien consul (épidémie).
- Quintus Lutatius Catulus, homme politique romain (suicide ou exécution).